# 페트렐라티페르니나
페트렐라티페르니나(이탈리아어: Petrella Tifernina)는 이탈리아 몰리세주 캄포바소도의 코무네다. 캄포바소로부터 북쪽 13km 거리에 있다.